# آنا ماريا تشافيز
آنا ماريا تشافيز (بالإنجليزية: Anna Maria Chávez)‏ هي محامية أمريكية، ولدت في 1968 في إلوي في الولايات المتحدة.